# Charles M. Hansen
Charles Medom Hansen (* 1938 in Louisville) ist ein US-amerikanisch-dänischer Wissenschaftler.

## Leben
Charles Hansen studierte von 1956 bis 1961 Chemieingenieurwesen an der University of Louisville und von 1961 bis 1962 an der University of Wisconsin, wo er auch seinen Master-Abschluss erreichte. Für seinen Ph.D. arbeitete er an Dänemarks Technischer Universität und beschäftigte sich zunächst mit der Retention von Lösungsmitteln in Polymeren und widmete sich somit der Diffusionswissenschaft. Aufgrund der Probleme, die Verträglichkeit von Lösungsmitteln mit Polymeren vorherzusagen, überarbeitete er den Hildebrand-Löslichkeitsparameter, indem er Hildebrands einzelnen Parameter in drei Komponenten aufteilte: Dispersion, polare und Wasserstoffbrückenbindung. Seine Doktorarbeit aus dem Jahr 1967 bildete die Grundlage für den Hansen-Löslichkeitsparameter (HSP). Zusätzlich zu den theoretischen Grundlagen lieferte er in seiner Arbeit auch den ersten Satz von HSP-Werten für gängige Lösungsmittel und eine Reihe kommerziell genutzter Polymere, wodurch das Konzept direkt von praktischem Nutzen für Wissenschaft und Industrie war.
Diese Theorien wurden während seiner achtjährigen (1968–1976) Tätigkeit am R/D Center von PPG Industries in Pittsburgh angewandt und für die Optimierung der Kompatibilität von Pigmenten in Farben und Tinten genutzt.
Charles M. Hansen war von 1976 bis 1985 Direktor des Skandinavischen Forschungsinstituts für Mal- und Drucktinte in Hørsholm, von 1985 bis 1987 war er als Wissenschaftler für das Unternehmen Hempel und von 1988 bis 2004 für FORCE Technology in Kopenhagen tätig. Seit seiner Pensionierung ist er als unabhängiger Berater tätig.
Er veröffentlichte über 130 wissenschaftliche Beiträge und acht Patente. Außerdem verfasste er 1999 das Buch Solubility Parameters – A User's Handbook, das 2007 in einer zweiten, erweiterten Auflage erschien. Zusammen mit Steven Abbott und Hiroshi Yamamoto erstellte er 2008 ein aus Software, E-Book und Datensätzen bestehendes Paket, genannt Hansen Solubility Parameters in Practice, das bereits in der fünften Auflage erhältlich ist.